# Pseudosinella halophila
Pseudosinella halophila är en urinsektsart som beskrevs av Bagnall 1939. Pseudosinella halophila ingår i släktet Pseudosinella, och familjen brokhoppstjärtar. Arten är reproducerande i Sverige.